# Heliport Froðba
Heliport Froðba – heliport zlokalizowany w Froðba, na Wyspach Owczych.